# Rodrigo Ríos Lozano
Rodrigo Ríos Lozano, meglio conosciuto come Rodri (Soria, 6 giugno 1990), è un calciatore spagnolo, attaccante del Marbella FC.

## Carriera

### Club
Debutta in Europa League il 23 febbraio 2011, nella partita Porto-Siviglia, terminata 0-1. Il 16 agosto 2011 viene acquistato dal Barcellona per una cifra pari a 1,5 milioni di euro. Il calciatore sarà aggregato inizialmente al Barcellona B. Dopo le stagioni in prestito passate, prima allo Sheffield Weds, poi al Real Saragozza, l'11 luglio 2013 viene ufficializzato il suo passaggio in prestito all'Almería.

### Nazionale
Ha giocato nella nazionale spagnola Under-21.

## Palmarès

### Club

#### Competizioni nazionali
- Primera Federación: 1

Ceuta: 2024-2025 (gruppo 2)